# Max Leroy Mésidor
Max Leroy Mésidor (Saint-Marc, 6 de janeiro de 1962) é um clérigo haitiano e arcebispo católico romano de Porto Príncipe.

## Biografia
Max Leroy Mésidor foi ordenado sacerdote em 10 de janeiro de 1988, na Catedral de São Carlos Borromeu em Les Gonaïves, por Emmanuel Constant, Bispo de Les Gonaïves. Após anos como capelão na diocese de Gonaïves, tornou-se pároco da paróquia de Notre-Dame de la Visitation em Gonaïves. De 1998 a 2000 estudou teologia pastoral no Centre International d'Études de la Formation Religieuse "Lumen Vitae" em Bruxelas e obteve a licenciatura em teologia. Foi então vigário em Petite-Rivière-de-l'Artibonite e vigário e pároco em Gonaïves. De 2000 a 2008 foi pároco da paróquia de Saint-Marc em sua cidade natal de mesmo nome. Desde 2008 foi pároco da paróquia da catedral de St. Charles Borromée em Gonaïves e vigário geral da diocese de Gonaïves.
Papa Bento XVI nomeou-o bispo de Fort-Liberté em 9 de junho de 2012. O arcebispo Bernardito Cleopas Auza, núncio apostólico no Haiti, concedeu sua consagração episcopal em 28 de julho do mesmo ano, na Catedral de São José em Fort-Liberté; os co-consagradores foram Chibly Langlois, Bispo de Les Cayes, e Yves-Marie Péan CSC, Bispo de Les Gonaïves.
Em 1º de novembro de 2013, o Papa Francisco o nomeou Arcebispo Coadjutor de Cap-Haïtien. Com a renúncia de Louis Kébreau SDB em 22 de novembro de 2014, Mésidor o sucedeu como Arcebispo de Cap-Haïtien.
O Papa Francisco o nomeou Arcebispo de Port-au-Prince em 7 de outubro de 2017. A posse ocorreu em 6 de janeiro do ano seguinte.
A Conferência Episcopal do Haiti elegeu o Mons. Mésidor como seu vice-presidente em 2021.